# Купа на България по футбол 2017/18
Тази страница представя турнира за Националната купа на България по футбол, за сезон 2017/2018. Страницата включва регламента на турнира през двете му фази (предварителна и финална), както и клубовете класирали се за и участващи във финалната фаза на турнира. В статията не е включено подробно описание на срещите от двете фази, както и резултатите от предварителната фаза.
От сезон 2012/2013 победителите от двубоите във и след втори кръг на финалната фаза се определят в две срещи между отборите опоненти. От сезон 2014/15 само на 1/16 финалите отборите ще изиграят по 1 среща, а домакин ще бъде по-ниско разредния тим. От сезон 2015/2016 само на 1/16 и 1/8 финалите отборите ще изиграят по 1 среща, а домакин ще бъде по-ниско разредния тим.

## Участващи отбори
Следните отбори участват в турнира:

(Финалистите са в потъмнено)
| 2017 – 18 Първа лига 14 клуба | 2017 – 18 Втора лига 15 клуба | Победители от 3-те регионални турнира 3 клуба                                                               |
| Берое Стара Загора Ботев Пловдив ЦСКА София Черно море Варна Дунав Русе Етър Велико Търново Левски София Локомотив Пловдив Лудогорец Разград Пирин Благоевград Септември София Славия София Верея Стара Загора Витоша Бистрица | Ботев Гълъбово Ботев Враца Черноморец Балчик Литекс Ловеч Локомотив Горна Оряховица Локомотив София ФК Марица ФК Монтана Нефтохимик Бургас ПФК Несебър Оборище Панагюрище ОФК Поморие ФК Созопол Струмска слава Царско село София | от Северен регион: - ФК Севлиево от Югоизточна зона: - Сокол Марково от Югозападна зона: - Вихрен Сандански |

### Първи кръг (1/16 финали)
Регламент
В този кръг участват 10-те отбора от А футболна група, 15-те отбора от Б футболна група и 3-те представителя на ЗС от Предварителната фаза. Чрез пълен жребий 32-та отбора се разпределят в 16 двойки. Победителите в този етап се излъчват в елиминация в една среща. При равенство в редовното време следват две продължения по 15 минути, при ново равенство следват дузпи. 16-те победителя продължават в следващия (втори – осминафинален) кръг.
Жребий: 24 август 2017
Резултати от изиграните срещи в I кръг:
| Домакин                   | Резултат  | Гост                |
| ------------------------- | --------- | ------------------- |
| Нефтохимик Бургас         | 1:2       | Царско село София   |
| ФК Несебър                | 1:4       | ЦСКА София          |
| ФК Севлиево               | 0:2       | Берое Стара Загора  |
| Сокол Марково             | 1:4       | Дунав Русе          |
| Вихрен Сандански          | 0:2       | Септември София     |
| Ботев Гълъбово            | 0:0 (0:1) | Левски София        |
| Ботев Враца               | 1:1 (3:1) | Пирин Благоевград   |
| Черноморец Балчик         | 0:2       | Славия София        |
| Локомотив София           | 2:1       | Верея Стара Загора  |
| ФК Монтана                | 2:1       | Черно море Варна    |
| ФК Поморие                | 2:2 (2:4) | Етър Велико Търново |
| Струмска слава            | 2:1       | ФК Созопол          |
| Литекс Ловеч              | 1:0       | Витоша Бистрица     |
| Оборище Панагюрище        | 1:1 (2:3) | Лудогорец Разград   |
| ФК Марица                 | 1:3       | Локомотив Пловдив   |
| Локомотив Горна Оряховица | 1:3       | Ботев Пловдив       |

### Втори кръг (1/8 финали)
Регламент
В този кръг участват 16-те отбора, класирали се от първия кръг. Чрез пълен жребий 16-те отбора се разпределят в 8 двойки. Победителите в този етап се излъчват в елиминация в една среща. При равенство в редовното време следват две продължения по 15 минути, при ново равенство следват дузпи. 8-те победителя продължават в следващия (трети – четвъртфинален) кръг.
Жребий:  26 септември 2017
Резултати от изиграните срещи във II кръг:
| Домакин             | Резултат        | Гост               |
| ------------------- | --------------- | ------------------ |
| Царско село София   | 2:2 (3:4)       | Ботев Пловдив      |
| Литекс Ловеч        | 1:0             | Локомотив София    |
| ЦСКА София          | 3:1             | Ботев Враца        |
| Дунав Русе          | 2:0             | Струмска слава     |
| Славия София        | 1:1 (2:1)       | Локомотив Пловдив  |
| ФК Монтана          | 0:1             | Левски София       |
| Етър Велико Търново | 2:1             | Септември София    |
| Лудогорец Разград   | 1:1 (4:3 дузпи) | Берое Стара Загора |

### Трети кръг (1/4 финали)
Регламент
В този кръг участват 8-те отбора, класирали се от втория кръг. Чрез пълен жребий 8-те отбора се разпределят в 4 двойки. Победителите в този етап се излъчват в елиминация в една среща. При равенство в редовното време следват две продължения по 15 минути, при ново равенство следват дузпи. 4-те победителя продължават в следващия (четвърти – полуфинален) кръг.
Жребий: 1 ноември 2017
Резултати от изиграните срещи в III кръг:
| Домакин             | Резултат  | Гост              |
| ------------------- | --------- | ----------------- |
| Ботев Пловдив       | 5:0       | Литекс Ловеч      |
| ЦСКА София          | 1:1 (2:1) | Лудогорец Разград |
| Дунав Русе          | 0:2       | Левски София      |
| Етър Велико Търново | 1:3       | Славия София      |

### Четвърти кръг (1/2 финали)
Регламент:
В този кръг участват 4-те победители от Трети кръг. Четирите отбора чрез пълен жребий се разпределят в 2 двойки. От сезон 2012/2013 победителите в този етап се излъчват в елиминации в две срещи. При равенство в общия резултат от двата мача, напред продължава отборът с повече отбелязани голове на чужд терен. При равенство и по този показател, се играят две продължения по 15 минути, а при продължаващо равенство в общия резултат и отбелязаните голове на чужд терен и след края на продълженията се изпълняват дузпи. Редът на домакинството в двойките се определя с жребий. Двата победителя продължават във финалния кръг.
Мачовете се играят на 10/11 и 24/25 април 2018.
Жребий:  19 декември 2017
Резултати от изиграните срещи в IV кръг:
| Домакин       | Резултат | Гост         |
| ------------- | -------- | ------------ |
| Ботев Пловдив | 2:1      | Славия София |
| ЦСКА София    | 0:2      | Левски София |

| Домакин      | Резултат | Гост          |
| ------------ | -------- | ------------- |
| Славия София | 1:0      | Ботев Пловдив |
| Левски София | 2:2      | ЦСКА София    |

### Финал
В този кръг участват двата победителя от полуфиналите. Символичен домакин на финала е отборът от първата изтеглена полуфинална двойка. Мястото на провеждане на финала се определя допълнително. Носителят на купата се излъчва в една среща. При равенство в редовното време се играят две продължения по 15 минути, а при ново равенство в края на продълженията се изпълняват дузпи.
Условия на срещата: София, Национален стадион „Васил Левски“, 9 май 2018, сряда.
Резултат на срещата:
| Домакин      | Резултат     | Гост         |
| ------------ | ------------ | ------------ |
| Славия София | 0:0 (4:2 д.) | Левски София |

| №  |  | Състав               |
| -- |  | -------------------- |
| 21 |  | Божидар Митрев       |
| 04 |  | Иван Горанов         |
| 28 |  | Давид Яблонски       |
| 05 |  | Холмар Ейолфсон 56'  |
| 07 |  | Паулиньо 120'        |
| 13 |  | Жорди Гомес 46' 82'  |
| 20 |  | Филипе Нашименто 58' |
| 14 |  | Хали Тиам 35'        |
| 15 |  | Роман Прохазка       |
| 32 |  | Габриел Обертан      |
| 11 |  | Серджиу Буш 100'     |

| №  |  | Състав                    |
| -- |  | ------------------------- |
| 01 |  | Георги Петков 11'         |
| 55 |  | Андреа Христов 25'        |
| 06 |  | Костадин Велков           |
| 73 |  | Иван Минчев 40'           |
| 10 |  | Янис Карабельов           |
| 08 |  | Славчо Шоколаров 38'      |
| 77 |  | Стефан Велев 43'          |
| 71 |  | Галин Иванов 120'         |
| 09 |  | Цветелин Чунчуков 80' 90' |
| 14 |  | Ивайло Димитров           |
| 23 |  | Владислав Узунов          |

| №  |  | Резерви             |
| -- |  | ------------------- |
| 89 |  | Николай Кръстев     |
| 03 |  | Аймен Белаид        |
| 19 |  | Милош Цветкович 82' |
| 71 |  | Васил Панайотов     |
| 08 |  | Антонио Вутов 100'  |
| 26 |  | Жерсон Карбал 120'  |
| 29 |  | Станислав Костов    |

| №  |  | Резерви                |
| -- |  | ---------------------- |
| 32 |  | Антонис Стергиакис     |
| 13 |  | Стефан Велков          |
| 25 |  | Александър Александров |
| 71 |  | Тони Иванов            |
| 07 |  | Наско Милев            |
| 29 |  | Милчо Ангелов 120'     |
| 35 |  | Георги Йомов 90'       |

|  |  | Ст. треньор |
|  |  | ----------- |
|  |  | Делио Роси  |

|  |  | Ст. треньор       |
|  |  | ----------------- |
|  |  | Златомир Загорчич |

- Съдия: Никола Попов

| Носител на купата Славия София 2-ри път в турнира 8-и път като национална купа |               |                   |
| <<< Сезон 2016/17                                                              | Сезон 2017/18 | Сезон 2018/19 >>> |